# Jurinea stoechadifolia
Jurinea stoechadifolia là một loài thực vật có hoa trong họ Cúc. Loài này được (M.Bieb.) DC. mô tả khoa học đầu tiên năm 1838.